# Barajamda
Barajamda è una suddivisione dell'India, classificata come census town, di 7.691 abitanti, situata nel distretto del Singhbhum Occidentale, nello stato federato del Jharkhand. In base al numero di abitanti la città rientra nella classe V (da 5.000 a 9.999 persone).

## Geografia fisica
La città è situata a 22° 09' 53 N e 85° 26' 11 E.

## Società

### Evoluzione demografica
Al censimento del 2001 la popolazione di Barajamda assommava a 7.691 persone, delle quali 4.033 maschi e 3.658 femmine. I bambini di età inferiore o uguale ai sei anni assommavano a 1.272, dei quali 656 maschi e 616 femmine. Infine, coloro che erano in grado di saper almeno leggere e scrivere erano 4.037, dei quali 2.499 maschi e 1.538 femmine.